# Departamentul Boumi-Louetsi
Departamentul Boumi-Louetsi este un departament din provincia Ngounié  din Gabon. Reședința sa este orașul Mbigou.